# Владимир Горјајев
Владимир Михајлович Горјајев (рус. Влади́мир Миха́йлович Горя́ев; Никулино, 19. мај 1939) био је совјетски атлетичар, која се такмичо у троскоку.
Горјајев је освојио сребрну медаљу иза светског рекордера и актуелног европског првака, Јозефа Шмида из Пољске а испред свог земљака Витолда Крејера на Олимпијским играма у Риму 1960. И на Европском првенству 1962. у Београду завршио је на другом месту, опет иза Јозефа Шмида.
Био је првак СССР у троскоку 1962 и 1963.
Лични рекорд 16,65 постигао је 1962. у Кијеву.